# Канчалан (село)
 Канчала́н  — село в Анадырском районе Чукотского автономного округа России. Образует сельское поселение Канчалан.
Название села произошло от чук. к’ончак’ — «единственный».

## Географическое положение
Расположено на юге округа, в нижнем течении одноимённой реки. Расстояние до окружного центра составляет ок. 60 км.

## Население
| 2002 | 2010 | 2011 | 2012 | 2013 | 2014 | 2015 |
| ---- | ---- | ---- | ---- | ---- | ---- | ---- |
| 658  | ↘629 | ↘625 | ↘602 | ↘576 | ↘539 | ↘525 |
| 2016 | 2017 | 2018 | 2021 | 2023 |      |      |
| ↘494 | ↘457 | ↘444 | ↗584 | ↗593 |      |      |

## Транспорт
Завоз грузов происходит в период летней навигации речным транспортом, зимой устраивается автозимник по льду Анадырского лимана.
Пассажирские перевозки осуществляются воздушным путём посредством рейсового вертолёта.

## Экономика и социальная инфраструктура
Основное занятие жителей — оленеводство и рыболовство. Жители Канчалана сохранили традиционный уклад оленеводов, в окрестностях посёлка кочуют несколько оленеводческих бригад со стадами, принадлежащих муниципальному сельхозпредприятию «Канчаланское» (С 1932 года Канчаланское кочевье,. С 1933 года сельхозартель "Заря". На базе "Угляткак" село Уэлькаль и сельхозартель "Заря" село Канчалан - образован в 1952 колхоз "Заря". С 1960 по 1990-е гг.  совхоз "Канчаланский". С 25 мая 1967 года - Ордена Трудового Красного знамени совхоз «Канчаланский»).
В селе есть средняя школа-интернат, детский сад, почта, узел связи, дом культуры, магазин, пекарня, гостиница, кафе «Атланта». С 1949 года (1955 года) действует метеорологическая станция.
К 2005 году в сельском поселении весь жилой фонд был капитально отремонтирован, построено 110 новых индивидуальных домов.
Улицы села: Набережная, Пионерская, Тундровая, Украинская, Центральная, Школьная, Юбилейная.
Действующий Храм святых первоверховных апостолов Петра и Павла.